# Elżbieta Biesiekierska
Elżbieta Biesiekierska, po mężu Szczygieł (ur. 4 października 1950 w Olsztynie, zm. 31 stycznia 2013 w Krakowie) – polska koszykarka, występująca na pozycji środkowej, reprezentantka kraju, dziesięciokrotna mistrzyni Polski.
Była wychowanką KS Łączność Olsztyn, w którym występowała w latach 1964-1967. Od 1967 do 1981 występowała w Wiśle Kraków. Z krakowskim klubem zdobyła dziesięć tytułów mistrzyni Polski (1968, 1969, 1970, 1971, 1975, 1976, 1977, 1979, 1980, 1981) i cztery tytuły wicemistrzowskie (1967, 1972, 1973, 1974). W czternastu kolejnych sezonach zawsze stawała na podium mistrzostw Polski, nigdy niżej niż na drugim miejscu.
W reprezentacji Polski seniorek wystąpiła 163 razy, m.in. na mistrzostwach Europy w 1972 (9. miejsce), 1974 (9. miejsce), 1976 (6. miejsce), 1978 (5. miejsce).
Pochowana na cmentarzu Batowickim w Krakowie (kw. CXXIV-1-17).

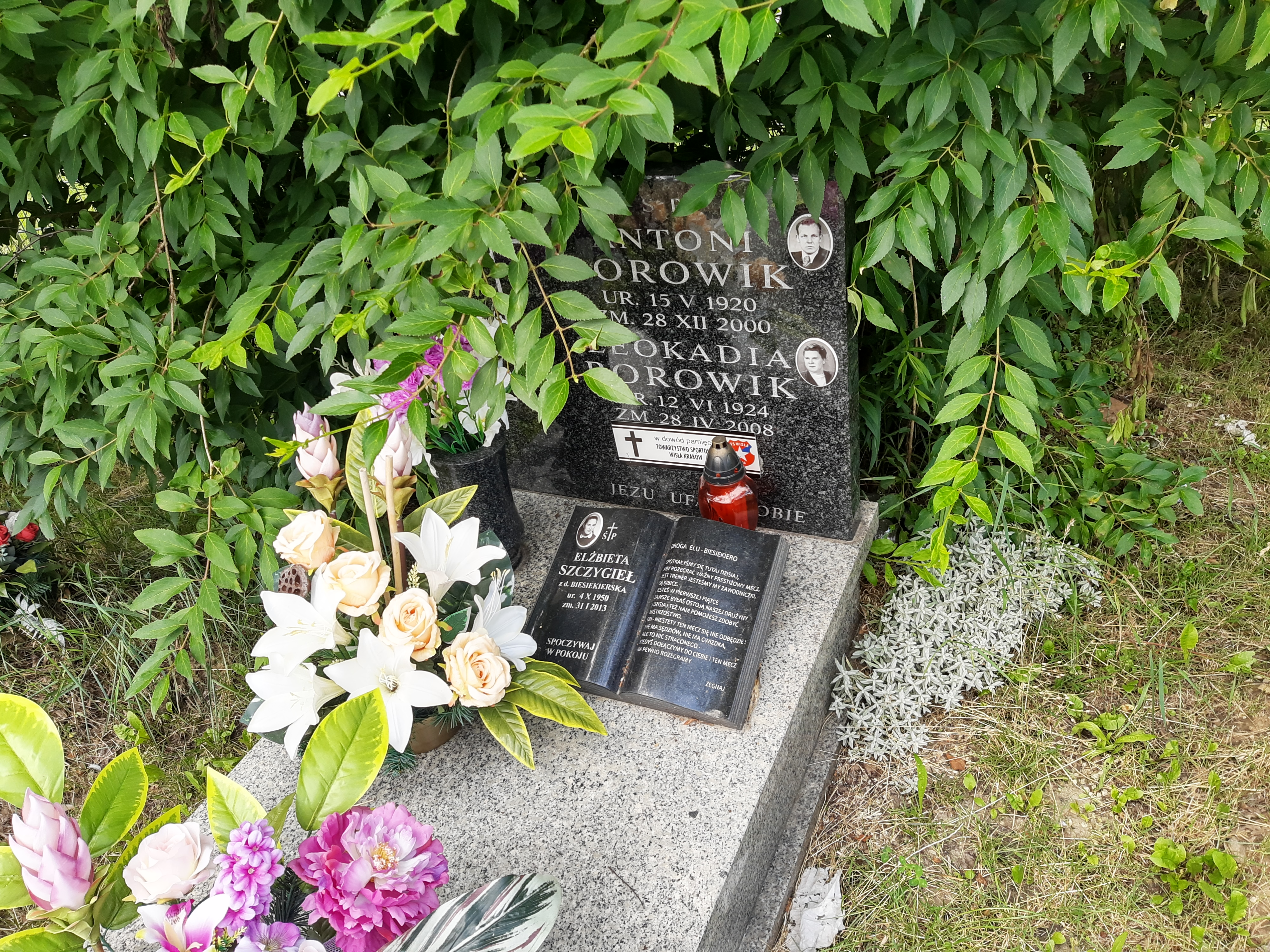
Grób Elżbiety Biesiekierskiej na Cmentarzu Prądnik Czerwony

## Osiągnięcia
Drużynowe
- Mistrzyni Polski (1968–1971, 1975–1977, 1979–1981)
- Wicemistrzyni Polski (1967, 1972–1974)
- Zdobywczyni pucharu Polski (1981)
- Finalistka pucharu Polski (1969, 1978)

Reprezentacja
- Uczestniczka:
  - mistrzostw Europy:
    - 1972 – 9. miejsce, 1974 – 9. miejsce, 1976 – 6. miejsce, 1978 – 5. miejsce
    - U–18 (1967 – 5. miejsce, 1969 – 4. miejsce)

  - kwalifikacji olimpijskich (1976 – 3. miejsce)

Odznaczenia
- Srebrny Krzyż Zasługi
- Mistrzyni Sportu
- Złota Odznaka PZKosz